# Tunnel de Lungern
Le tunnel de Lungern (en allemand Tunnel Lungern) est un tunnel autoroutier à un tube faisant partie du contournement de Lungern au travers de l'autoroute A8 dans le canton d'Obwald en Suisse. D'une longueur de 3 570 mètres, il est ouvert à la circulation depuis le 10 décembre 2012.